# ADIS/BMS
aDIS/BMS ist ein von der Firma aStec hergestelltes Bibliothekssystem.

## Hersteller und Geschichte
Die Firma aStec (steht für angewandte Systemtechnik) hat 20 Mitarbeiter und ist eine Genossenschaft mit Geschäftsstellen in Berlin und München. Sie wurde 1977 in München gegründet und erhielt zu Beginn der 1990er Jahre den Auftrag, ihr bisheriges Dokumentationssystem um eine Bibliothekskomponente zu erweitern. Ergebnis war das Bibliothekssystem aDIS/BMS.
Neben der Bibliothekssoftware vertreibt aStec mit aDIS/Archiv auch Software für Archive und mit aDIS/Wissen und aDIS/Portal Produkte, für einen generellen Einsatz im Wissensmanagement.

## Beschreibung
Wie alle Entwicklungen der Firma aStec ist aDIS/BMS ein datenbankbasiertes System und setzt auf der Applikationsplattform aDIS auf.

## Verwendung
aDIS/BMS wird schwerpunktmäßig in Deutschland eingesetzt, weitere Kunden gibt es in der Schweiz.
aDIS/BMS wird in sehr unterschiedlichen Bibliotheksarten verwendet, sowohl in öffentlichen als auch wissenschaftlichen Bibliotheken und Behörden-, Parlaments- und Spezialbibliotheken.
In Baden-Württemberg wurde aDIS/BMS ab 2010 im Rahmen des IBS-Projekts in fünf Universitätsbibliotheken (Stuttgart, Tübingen, Freiburg, Hohenheim, Ulm), den beiden Landesbibliotheken (WLB und BLB) sowie über 40 Hochschulbibliotheken eingeführt. Dabei übernimmt das ZDV in Tübingen das Hosting, das BSZ ist als Kompetenzzentrum Ansprechpartner für den First-Level-Support.